# 侯彩鳳
侯彩鳳（1952年12月25日—），中華民國政治人物，中國國民黨籍，曾任立法委員。

## 參政
自1996年國民大會代表選舉起，侯彩鳳便以不分區之姿當選國大代表，在2001、2004立委選舉亦以不分區代表當選。
2008年，侯彩鳳由不分區轉戰高雄市第三選舉區（三民東區），因為被抹黑買票，在造勢大會中便由當時中國國民黨籍總統候選人馬英九親自為其主持落髮以表清白。該選區當時有三位立委爭取連任，競爭激烈，侯在民主進步黨大環境不利、泛綠分裂的情況下擊敗民進黨提名的立委李昆澤及脫黨參選的原民進黨立委林進興，順利連任。然而，此選區綠略大於藍的政治版圖仍未改變。
2012年，因應高雄縣市合併改制，原高雄市第三選舉區改為第六選舉區，選區範圍不變。侯在泛綠整合成功的情況下，陷入苦戰，終以8,635票的5%差距敗給捲土重來的前立委李昆澤，尋求四連霸失利。

## 選舉紀錄
| 年度 | 選舉屆數               | 選舉區           | 所屬政黨   | 得票數    | 得票率 | 當選標記 | 備註 |
| ---- | ---------------------- | ---------------- | ---------- | --------- | ------ | -------- | ---- |
| 1996 | 第三屆國民大會代表選舉 | 全國不分區選舉區 | 中國國民黨 | 5,180,829 | 49.70% |          |      |
| 2001 | 第五屆立法委員選舉     | 全國不分區選舉區 | 中國國民黨 | 2,949,371 | 28.60% |          |      |
| 2004 | 第六屆立法委員選舉     | 全國不分區選舉區 | 中國國民黨 | 3,190,081 | 32.83% |          |      |
| 2008 | 第七屆立法委員選舉     | 高雄市第三選舉區 | 中國國民黨 | 56,826    | 49.14% |          |      |
| 2012 | 第八屆立法委員選舉     | 高雄市第六選舉區 | 中國國民黨 | 72,842    | 47.20% |          |      |

## 家庭
- 其夫黃啟川，前高雄市議會議長。
- 其女黃香菽，現任高雄市議會議員。

## 外部連結
- 立法院 侯彩鳳委員簡介 （页面存档备份，存于）